# Jozhua Vertrouwd
Jozhua Vertrouwd (Ámsterdam, 21 de agosto de 2004) es un futbolista neerlandés que juega de defensa en las filas del Rayo Vallecano de la Primera División de España.

## Trayectoria
Se formó en las categorías inferiores del Fortuna Wormerveer, el AZ Alkmaar, el HVV Hollandia el F. C. Volendam. En julio de 2022 firmó por el F. C. Utrecht y fue asignado al Jong F. C. Utrecht de la Eerste Divisie, la segunda neerlandesa, donde jugó 14 partidos.
El 28 de agosto de 2023 firmó por el Club Deportivo Castellón de España. En su debut marcó un gol y consiguió otro tanto en su segunda campaña, habiendo disputado entre ambas un total de sesenta partidos.
El 12 de agosto de 2025 fue cedido, con obligación de compra, al Rayo Vallecano y firmó por cinco temporadas.

## Clubes
| Club                    | País         | Año       |
| ----------------------- | ------------ | --------- |
| Jong F. C. Utrecht      | Países Bajos | 2022-2023 |
| C. D. Castellón         | España       | 2023-     |
| Rayo Vallecano (cedido) | España       | 2025-     |